# Not Quite C
Le Not Quite C (« presque du C » en français) ou NQC est un langage de programmation spécifique aux robots Lego Mindstorms RCX (1.0 et 2.0), CyberMaster, Scout, Swan et Spybotics fondé sur du texte.
Les programmes sont écrits dans un éditeur de texte, compilés, puis envoyés dans le RCX.
Le compilateur étant originellement en mode texte, il existe différents IDE dont RcxCC (Windows), MacNQC (Mac) et BricxCC.

## Exemples de programmes NQC
Voici deux exemples de programmes réalisables avec le NQC, suivis de l'explication de leur effet.
```
task
 main()
{
  
OnFwd
(
OUT_A
);
  
Wait
(
1000
);
}
```

L'actionneur relié à la prise « A » du NXT démarre puis le programme s'arrête au bout d'une seconde.
```
task
 main()
{
  
SetSensor
(
SENSOR_1
, 
SENSOR_TOUCH
);
  
SetSensor
(
SENSOR_2
, 
SENSOR_TYPE_LIGHT
);
  
On
(
OUT_A
);
  
while
(
SENSOR_1
 == 
0
)
  {
    
if
(
SENSOR_2
 == 
1
)
    {
      
PlayTone
(
440
, 
10
);
    }
  }
}
```

L'actionneur relié à la prise « A » du NXT est démarré et le type des capteurs 1 et 2 est défini ; si l'on met le capteur 2 (capteur de luminosité) devant une source de lumière, le NXT produit une tonalité (de fréquence 440 Hz donc un la3) durant 10 millisecondes. L'appui sur le capteur 1 (capteur de contact) provoque l'arrêt du programme.